# Traité d'Aïgoun
 (novembre 2015).
Si vous disposez d'ouvrages ou d'articles de référence ou si vous connaissez des sites web de qualité traitant du thème abordé ici, merci de compléter l'article en donnant les références utiles à sa vérifiabilité et en les liant à la section « Notes et références ».

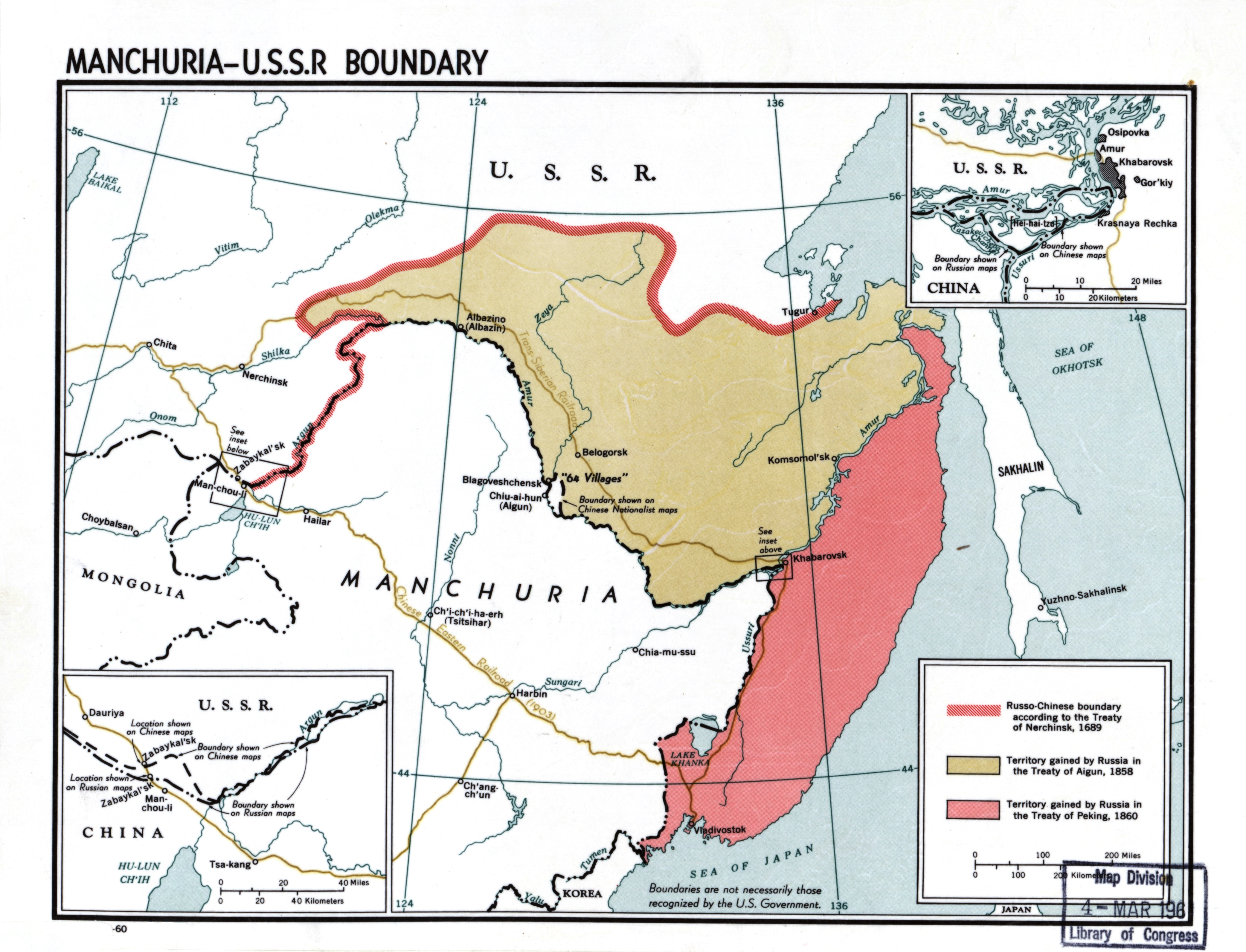
Respectivement représentées en beige et en rose, les régions de Mandchourie extérieure attribuées à la Russie par le traité d'Aïgoun (1858 - attribution du nord du fleuve Amour) et la convention de Pékin (1860 - attribution du sud du fleuve Amour).

Le traité d'Aïgoun (ou Aigun en transcription anglophone) est un des « traités inégaux » ou « léonins » : il est signé en 1858 entre la Chine impériale et la Russie impériale, et fixe les frontières contemporaines de l'Extrême-Orient russe, représente la révision des clauses du traité de Nertchinsk au profit de la Russie. Ses dispositions furent confirmées par la convention de Pékin de 1860.
Le représentant de la Russie, Nikolaï Mouraviev, et le représentant de la Chine, Yishan, signèrent le traité le 28 mai 1858 dans la ville d'Aïgoun, alors en Mandchourie, aujourd'hui district d'Aihui dans le Dongbei. Ce fut l'un des nombreux traités inégaux passés entre l'Empire Qing, contrôlé par les Mandchous, et des puissances étrangères, qui forcèrent la Chine à des concessions territoriales et de souveraineté au XIXe siècle. Les habitants de ces territoires n'étaient pour la plupart pas des Hans mais des Mandchous, des Mongols ou des Turcs[réf. nécessaire].
Depuis le XVIIIe siècle, la Russie cherchait à devenir une puissance maritime dans l'océan Pacifique. Elle établit ainsi des avant-postes près des chutes de l'Amour, encouragea les Russes à venir s'y établir et développa lentement une forte présence militaire dans la région. La Chine n'avait jamais réellement gouverné la région, et ces avancées russes passèrent inaperçues.
À la fin du XIXe siècle, la Russie était forte et la Chine suffisamment affaiblie pour prendre en considération la proposition d'annexion des territoires de l'Amour à la Couronne russe. Les estimations chinoises des forces russes, en particulier dans le domaine militaire, étaient grossièrement exagérées, de telle sorte que lorsque les protestations officielles chinoises furent dédaignées par la Russie et que Mouraviev menaça de faire la guerre, la dynastie Qing accepta d'ouvrir des négociations avec la Russie.
Le traité qui en résulta établit une frontière le long du fleuve Amour, plus au sud que la frontière précédente. Selon les termes du traité :
- La Russie gagnait tous les territoires au nord de l'Amour (Mandchourie-Extérieure appelée rive gauche), qui avaient été attribués à la Chine par le traité de Nertchinsk de 1689. Mais la Chine continuait d'administrer 64 villages à l'est du fleuve, dont le nom chinois est Heilongjiang. L'Amour, le Soungari et l'Oussouri ne devaient être ouverts qu'aux navires russes et chinois[1]. Les Mandchous résidant au nord de l'Amour seraient autorisés à y demeurer.
- Le territoire limité à l'ouest par l'Oussouri, au nord par l'Amour, au sud et à l'est par la mer du Japon serait administré conjointement par la Chine et la Russie. Ce territoire (où se trouve l'actuelle Vladivostok) sera finalement annexé à l'Empire russe par la convention de Pékin de 1860.
- Les habitants des deux rives (chinoise et russe) des fleuves Amour, Soungari et Oussouri seraient autorisés à commercer entre eux[1].
- Les Russes conserveraient des copies en russe et en mandchou du texte, et les Chinois conserveraient des copies en mandchou et en mongol.
- Toutes les restrictions au commerce seraient levées le long de la frontière.

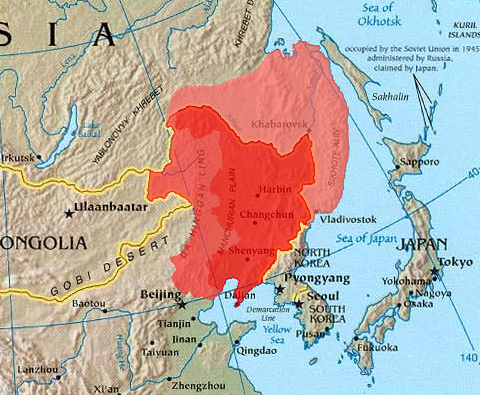
La Mandchourie chinoise en rouge foncé, et la partie annexée par la Russie en 1858-1860 en rouge clair.

Le traité d'Aïgoun fut qualifié de « traité inégal » par les Chinois, et, n'étant pas approuvé par l'empereur Xianfeng, il fut largement remplacé par la convention de Pékin de novembre 1860.